# Sonny Stitt
Edward "Sonny" Stitt (Boston, Massachusetts, 2 de fevereiro de 1924 – Washington, D.C., 22 de julho de 1982) foi um dos mais influentes saxofonistas de jazz norte-americanos.

## Discografia

### Como líder
- Sonny Stitt with Bud Powell and J.J. Johnson, 1949 - 1950, Prestige
- Stitt’s Bits: The Bebop Recordings, 1949-1952 , Prestige 2006, 3 CD, (com Gene Ammons)
- Kaleidoscope, 1950 - 1952, Prestige
- For Musicians Only, 1956, Verve (com Dizzy Gillespie, Stan Getz, John Lewis, Ray Brown, Stan Levey)
- Sonny Side up, 1957, Polygram (com Gillespie, Sonny Rollins)
- Stitt Meets Brother Jack, Prestige 1962 (com Jack McDuff)
- Boss Tenors in Orbit, 1962 Verve (com Gene Ammons)
- Sonny Stitt Sits in with the Oscar Peterson Trio 1957 - 1959, Verve
- Salt and Pepper, 1963, Impulse
- Stitt plays Bird, 1963, Atlantic, (com Jim Hall, John Lewis, Richard Davis, Connie Kay)
- Soul People, 1964 - 1969, Prestige (com Booker Ervin)
- Sonny Stitt / Live at Ronnie Scott's (1965)
- Tune-Up!, 1972, Muse (com Barry Harris, Sam Jones, Allan Dawson)
- Constellation, 1972
- Sonny Stitt/12!, 1972, Muse
- The Champ (1974)
- Sonny's Back, 1980, Muse
- Sonny, Sweets and Jaws - Live at Bubbas, Who's Who in Jazz 1981 (com Sweets Edison, Eddie Lockjaw Davis)
- Last Stitt Sessions, 1982, Muse